# Kanmeshwar, Jevargi
Kanmeshwar là một làng thuộc tehsil Jevargi, huyện Gulbarga, bang Karnataka, Ấn Độ.